# 1592 en arts plastiques
| Années des arts plastiques : 1589 - 1590 - 1591 - 1592 - 1593 - 1594 - 1595    |
| Décennies des arts plastiques : 1560 - 1570 - 1580 - 1590 - 1600 - 1610 - 1620 |

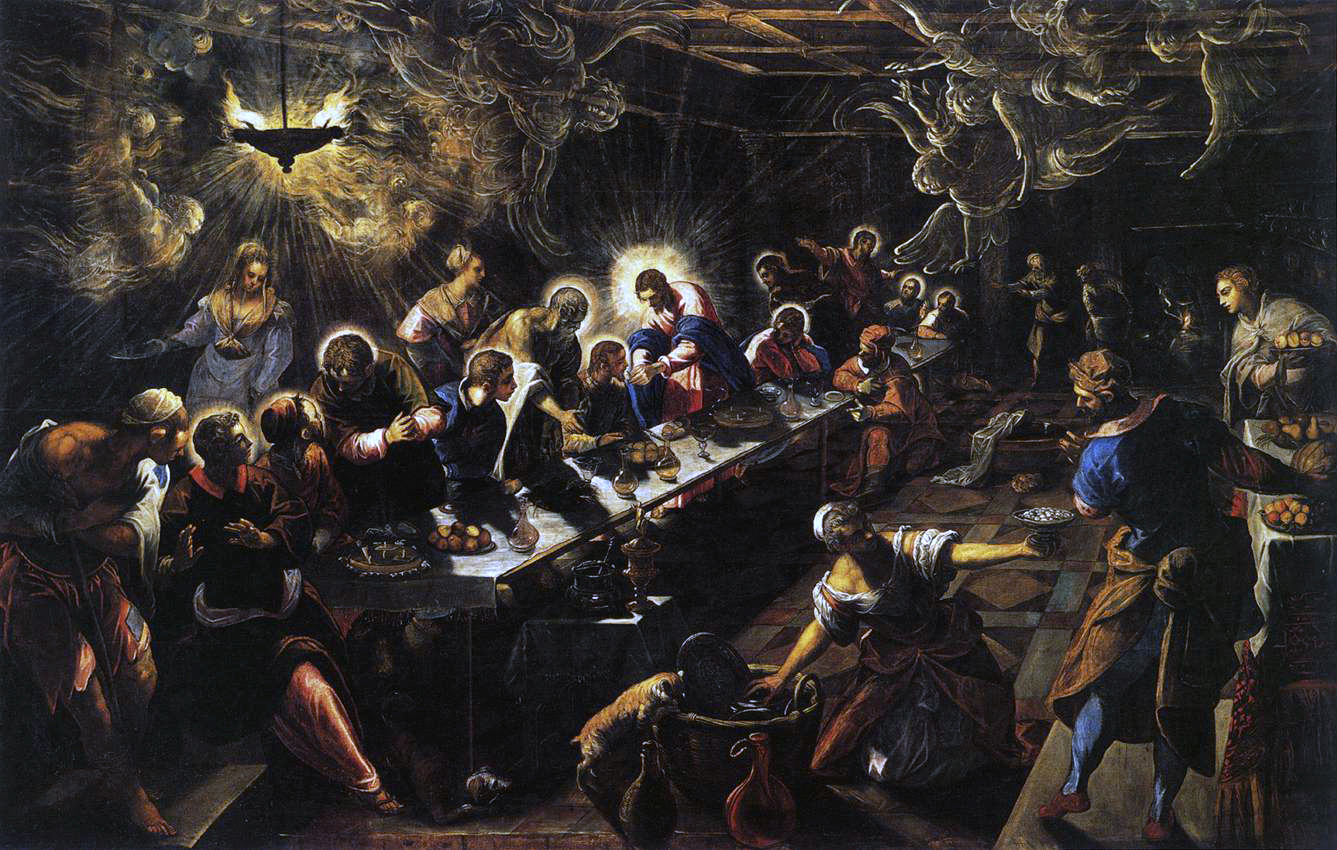
la Cène, par Le Tintoret.

Cette page concerne l'année 1592 en arts plastiques.

## Œuvres
- Garçon pelant un fruit : premier tableau répertorié du Caravage.
- vers 1592 : 
  - Diane chasseresse de Paolo Fiammingo.

## Naissances
- 23 février : Balthazar Gerbier, homme de cour, diplomate, conseiller artistique, miniaturiste et architecte anglo-néerlandais († 1663),
- 16 août : Wybrand de Geest, peintre néerlandais († vers 1661),
- 5 septembre : Jacopo Vignali, peintre italien de l'école florentine († 3 août 1664),
- 30 octobre : Giulio Benso, peintre italien († 1668),
- ? :
  - Jacques Callot, graveur et dessinateur français († 24 mars 1635),
  - Wang Shimin, peintre chinois († 1680),
- Vers 1592 :
- Claes Cornelisz. Moeyaert, peintre néerlandais († 26 août 1655).

## Décès
- 13 février : Jacopo Bassano, peintre maniériste italien de l'école vénitienne (° 1510),
- 23 février : Natale Bonifacio, graveur italien (° 23 décembre 1538).
- 10 mars : Michiel Coxcie, peintre flamand (° 1499),
- 5 avril : Jerónimo Cósida, peintre, sculpteur, architecte et orfèvre espagnol (° vers 1510),
- 26 mai : Dirck Barendsz, peintre néerlandais (° 1534),
- 4 juillet : Francesco Bassano le Jeune, peintre maniériste italien de l'école vénitienne (° 26 janvier 1549),
- 24 novembre : Kanō Shōei, peintre japonais de l'école de peinture Kanō (° 1519),
- ? :
  - Camillo Ballini, peintre maniériste italien (° 1540),
  - Alessandro Fei, peintre maniériste italien de l'école florentine de l'atelier de Ghirlandaio (° 1543),
  - David Kandel, artiste allemand (° 1520),
  - Pastorino dei Pastorini, peintre, sculpteur et médailliste italien (° vers 1508),

- 1591 ou 1592 :
  - Hans Hoffmann, peintre allemand (° 1530).

- Vers 1592 : 
  - Magdalena Pietersz, peintre néerlandaise (° entre 1540 et 1560).